# Stazione meteorologica di Polsi
La stazione meteorologica di Polsi è la stazione meteorologica di riferimento relativa alla località di "Polsi" nel comune di "San Luca".

## Dati climatologici 1992-2005

### Temperature medie
In base alla media di riferimento (1992-2005), la temperatura media del mese più freddo, gennaio, si attesta a +5,8 °C; quella del mese più caldo, agosto, è di +24,0 °C.

| POLSI (1992-2005)  | Mesi | Mesi | Mesi | Mesi | Mesi | Mesi | Mesi | Mesi | Mesi | Mesi | Mesi | Mesi | Stagioni | Stagioni | Stagioni | Stagioni | Anno |
| POLSI (1992-2005)  | Gen  | Feb  | Mar  | Apr  | Mag  | Giu  | Lug  | Ago  | Set  | Ott  | Nov  | Dic  | Inv      | Pri      | Est      | Aut      | Anno |
| ------------------ | ---- | ---- | ---- | ---- | ---- | ---- | ---- | ---- | ---- | ---- | ---- | ---- | -------- | -------- | -------- | -------- | ---- |
| T. max. media (°C) | 10,5 | 11,2 | 14,2 | 17,8 | 23,0 | 27,2 | 30,6 | 30,9 | 26,0 | 22,0 | 15,9 | 12,2 | 11,3     | 18,3     | 29,6     | 21,3     | 20,1 |
| T. min. media (°C) | 1,1  | 1,0  | 2,6  | 5,0  | 9,8  | 14,4 | 17,0 | 17,1 | 14,8 | 11,2 | 6,5  | 3,8  | 2,0      | 5,8      | 16,2     | 10,8     | 8,7  |

### Temperature estreme
Nella tabella sottostante sono riportate le temperature massime e minime assolute mensili, stagionali ed annuali dal 1992 al 2005, con il relativo anno in cui  si sono registrate. La massima assoluta del periodo esaminato di +39,2 °C è dell'agosto 1999, mentre la minima assoluta di -5,8 °C risale al gennaio 1999.
| POLSI (1992-2005)     | Mesi        | Mesi        | Mesi        | Mesi        | Mesi        | Mesi        | Mesi        | Mesi        | Mesi        | Mesi        | Mesi        | Mesi        | Stagioni | Stagioni | Stagioni | Stagioni | Anno |
| POLSI (1992-2005)     | Gen         | Feb         | Mar         | Apr         | Mag         | Giu         | Lug         | Ago         | Set         | Ott         | Nov         | Dic         | Inv      | Pri      | Est      | Aut      | Anno |
| --------------------- | ----------- | ----------- | ----------- | ----------- | ----------- | ----------- | ----------- | ----------- | ----------- | ----------- | ----------- | ----------- | -------- | -------- | -------- | -------- | ---- |
| T. max. assoluta (°C) | 16,8 (2001) | 20,1 (2002) | 30,3 (2001) | 29,8 (1999) | 33,6 (2001) | 35,2 (1998) | 37,7 (1998) | 39,2 (1999) | 31,8 (2000) | 33,7 (1999) | 24,0 (1998) | 21,3 (1996) | 21,3     | 33,6     | 39,2     | 33,7     | 39,2 |
| T. min. assoluta (°C) | −5,8 (1999) | −3,1 (2005) | −3,9 (1996) | −0,6 (1997) | 5,8 (2004)  | 8,7 (2001)  | 12,3 (2000) | 10,8 (1995) | 7,6 (1996)  | 6,7 (2000)  | −3,0 (1995) | −4,2 (2001) | −5,8     | −3,9     | 8,7      | −3,0     | −5,8 |